# Guido de Baudement
Guido de Baudement (? - 1144) Conde de Braine, território que corresponde á atual comuna francesa a região administrativa da Picardia, no departamento de Aisne.

## Relações familiares
Foi filho de André de Baudement (? - 1042), senhor de Braine-sur-Vesle e de Inês de Braine. Foi casado com Alix de Braine, de quem teve:
1. Inês de Baudement[5] (1130 — 24 de julho de 1204) senhora de Brie-Comte-Robert, casada com Roberto I de Dreux cognominado o Grande (1123 — 11 de outubro de 1188), foi conde de Dreux e Senhor do Castelo de Brie-Comte-Robert.